# 5e étape du Tour d'Italie 1998
La 5e étape du Tour d'Italie 1998 a lieu le 21 mai entre Orbetello et Frascati. Elle est remportée par Mario Cipollini.

## Récit
Après avoir joué de malchance lors des premières étapes, Mario Cipollini remporte enfin une victoire d'étape. C'est sa 22e victoire sur le Giro.
De son côté, Michele Bartoli parvient enfin à revêtir le Maillot Rose grâce aux 4 secondes de bonifications récoltées lors d'un sprint intermédiaire.

## Classement de l'étape
| \| 1. \| Mario Cipollini \| \| Saeco \| en \| \| \| 2. \| Silvio Martinello \| \| Polti \| + \| 0 s \| \| 3. \| Serguei Smetanine \| \| Vitalicio \| \| m.t. \| |                   |  |           |    |      |
| 1. | Mario Cipollini   |  | Saeco     | en |      |
| 2. | Silvio Martinello |  | Polti     | +  | 0 s  |
| 3. | Serguei Smetanine |  | Vitalicio |    | m.t. |

## Classement général
| \| 1. \| Michele Bartoli \| \| Asics \| en \| \| \| 2. \| Serhiy Honchar \| \| Cantina Tollo \| + \| 3 s \| \| 3. \| Mariano Piccoli \| \| Brescialat \| \| 11 s \| |                 |  |               |    |      |
| 1. | Michele Bartoli |  | Asics         | en |      |
| 2. | Serhiy Honchar  |  | Cantina Tollo | +  | 3 s  |
| 3. | Mariano Piccoli |  | Brescialat    |    | 11 s |